# Finn Ronne

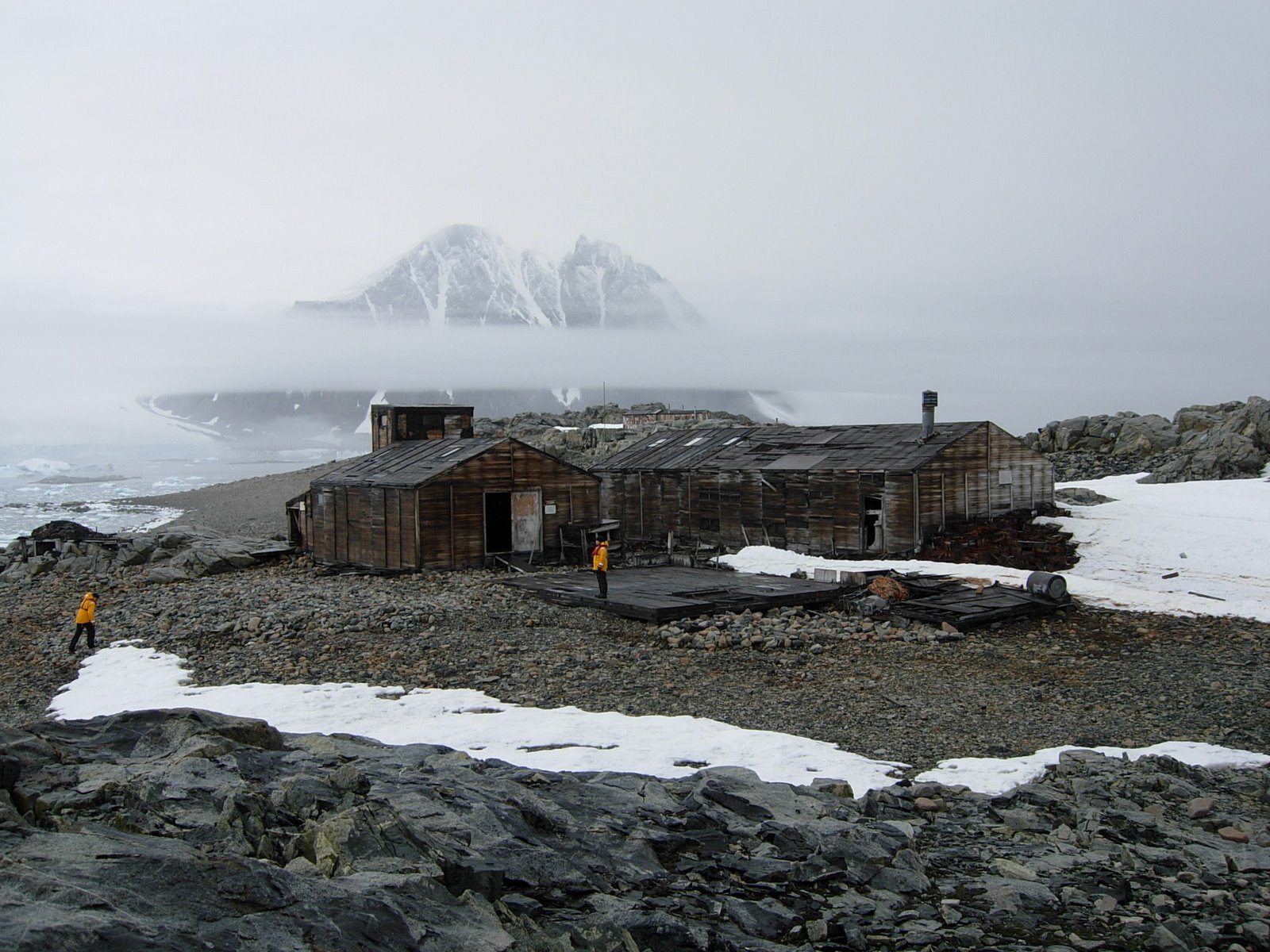
East Base na Stonington Island – baza RARE w latach 1947–1948.

Finn Ronne (norw. Finn Rønne; ur. 20 grudnia 1899 w Horten, zm. 12 stycznia 1980 w Bethesdzie) – amerykański polarnik pochodzenia norweskiego – syn Martina Rønnego (1861–1932), uczestnika czterech ekspedycji polarnych Roalda Amundsena (1872–1928).
Zajmował się badaniem Antarktyki, uczestnicząc w dziewięciu wyprawach antarktycznych. Uczestnik drugiej wyprawy Richarda Byrda (1888–1957) na Antarktydę, kierownik ekspedycji badawczej na tereny wybrzeża Morza Weddella (ang. Ronne Antarctic Research Expedition (RARE)) w latach 1947–1948, nadzorował budowę amerykańskiej stacji polarnej Ellsworth, której był komendantem w latach 1956–1958.

## Życiorys
Finn Rønne urodził się 20 grudnia 1899 roku w Horten jako jedno z siedmiorga dzieci polarnika Martina Rønnego (1861–1932) i Maren Gurine Gulliksen. Jego ojciec uczestniczył w czterech ekspedycjach polarnych Roalda Amundsena (1872–1928) – w wyprawie na biegun południowy w latach 1910–1912, w ekspedycji statku „Maud” Północną Drogą Morską w latach 1918–1920 oraz w wyprawach do Svalbardu w 1925 i ponownie w 1926 roku. Martin Rønne brał również udział w pierwszej ekspedycji Richarda Byrda (1888–1957) na Antarktydę.
Ronne skończył studia inżynieryjne z zakresu budownictwa statków w Horten. W 1923 roku wyjechał do Stanów Zjednoczonych, gdzie pracował jako inżynier mechanik, od 1924 roku dla Westinghouse Electric Corporation. W 1929 roku przyjął obywatelstwo amerykańskie. W 1933 roku, po śmierci ojca, został zaproszony przez Richarda Byrda do udziału w jego drugiej ekspedycji na Antarktydę (1933–1935). Ronne wziął udział w wyprawie jako ekspert ds. nart i maszer.
W 1939 roku Ronne zaczął planować własną ekspedycję, a plany te przerodziły się w końcu we wspólną wyprawę z Byrdem, pod kierownictwem Byrda (1939–1941). Ronne przyczynił się do wyboru jednej z dwóch lokalizacji baz ekspedycji – East Base na Stonington Island. Ronne odkrył ok. 1000 mil wybrzeża Antarktyki – wraz z Carlem Eklundem pokonał na saniach w 84 dni 1264 mile Półwyspu Antarktycznego, sporządzając jego mapy. Ronne i Eklund odkryli m.in. że Ziemia Aleksandra I nie jest częścią Antarktyki, lecz wyspą, co oznaczało, że ekspedycja rosyjska w latach 1919–1921 nie odkryła Antarktyki.
W czasie II wojny światowej Ronne był w United States Navy i odpowiadał za konserwację i naprawy statków, a w 1941 roku został awansowany na stopień porucznika. Latem 1946 roku przebywał w kanadyjskiej Arktyce i północno-zachodniej Grenlandii, by wybrać lokalizacje dla stacji meteorologicznych oraz bazy lotniczej Thule.
Po wojnie Ronne ponownie zaczął planować własną wyprawę. Zorganizował prywatne finansowanie ekspedycji, wypożyczył statki i samoloty i zwerbował 23 uczestników. Ekspedycja badawcza Ronne’a na tereny wybrzeża Morza Weddella (ang. Ronne Antarctic Research Expedition (RARE)) w latach 1947–1948 była ostatnią wyprawą polarną sfinansowaną ze środków prywatnych. Dwoje uczestników, w tym Ronne, zabrało swoje żony – Edith „Jackie” Ronne (1919–2009) i Jenny Darlington były pierwszymi kobietami, które spędziły zimę na Antarktyce. Ronne wybrał lokalizację bazy ekspedycji – East Base na Stonington Island. Zadaniem ekspedycji było rozpoznanie terenu i sporządzenie map.
W latach 1956–1958 Ronne był komendantem amerykańskiej stacji polarnej Ellsworth, której budowę wcześniej nadzorował. Z bazy dokonywano kolejnych odkryć geograficznych, proklamując kolejne tereny dla Stanów Zjednoczonych – co nie zostało jednak uznane przez społeczność międzynarodową. W latach 1958–1959 przebywał w argentyńskich stacjach polarnych na zaproszenie argentyńskiej marynarki wojennej. Ronne był jednym z polarników, którzy odbyli największą liczbę podróży po Antarktyce. Uczestniczył w dziewięciu wyprawach na Antarktykę, podczas których przejechał na nartach lub saniami ok. 5 800 km, sporządził mapy terenów o powierzchni ponad 10 tys. km² i odkrył obszary wokół Morza Wedella. W 1961 roku, w 50. rocznicę zdobycia bieguna południowego przez Amundsena i Scotta został zaproszony na uroczystości na biegunie południowym. W 1963 roku Ronne przeszedł na emeryturę i poświęcił się wykładom i pisaniu artykułów o Antarktyce.
Ronne zmarł w wieku 81 lat w Betshedzie, w Stanach Zjednoczonych.

## Publikacje
Ronne napisał setki artykułów o tematyce polarnej i kilka książek, m.in.
- Antarctic Conquest (1949)
- Antarctic Command (1958)
- Ronne Expedition to Antarctica (1970)
- Antarctica, My Destiny (1979)

## Odznaczenia
- 1965 – odznaczony Orderem Świętego Olafa[1]

## Upamiętnienie
Jeden z lodowców szelfowych Antarktyki, odkryty przez Ronne’a w 1947 roku, został nazwany na cześć jego żony Edith „Jackie” Ronne – Lodowiec Szelfowy Ronne. Na cześć rodziny Ronne nazwano cieśninę Ronne Entrance.